# Gymnanthes leonardii-crispi
Gymnanthes leonardii-crispi là một loài thực vật có hoa trong họ Đại kích. Loài này được (J.Léonard) ined. mô tả khoa học đầu tiên.